# Triumfetta simplicifolia
Triumfetta simplicifolia är en malvaväxtart som först beskrevs av Sesse och Moc., och fick sitt nu gällande namn av P.A. Fryxell. Triumfetta simplicifolia ingår i släktet triumfettor, och familjen malvaväxter. Inga underarter finns listade i Catalogue of Life.